# Ōyodo (croiseur)
Pour les articles homonymes, voir Ōyodo.
Le Ōyodo est un croiseur léger de la classe Ōyodo, la sixième et dernière classe de croiseurs légers de la Marine impériale japonaise construite à l'arsenal naval de Kure.
Une seconde unité de cette classe, le Niyodo, était prévue mais ne fut jamais réalisé.

## Conception
La classe de croiseur léger Ōyodo a été prévue dans le cadre du 4e programme de reconstitution de la flotte en 1939. C'était une version agrandie de la classe Agano prévue pour être navire-amiral des escadres d'attaque de sous-marins avec la particularité d'avoir un bulbe d'étrave. Il était conçu pour embarquer 6 hydravions de reconnaissance Kawanishi E15K Shiun avec une catapulte de plus de 45 m, mais seulement deux seront mis en service. Son armement principal était composé de 6 canons de 155 mm en deux tourelles situés en avant, disposition que la Marine Impériale japonaise avait déjà retenue sur les croiseurs de la classe Tone, et sur le Mogami, lors de sa reconstruction après les dégâts subis à la bataille de Midway. Ces tourelles avaient été développées à l'origine pour les croiseurs de la classe Mogami, conçus initialement comme de grands croiseurs légers. Lorsque ceux-ci furent subrepticement transformés en croiseurs lourds, et leurs canons de 155 mm remplacées par des canons de 203 mm, ces tourelles disponibles furent montées sur l'Ōyodo, mais aussi comme armement secondaire sur les cuirassés de la classe Yamato.
Son armement antiaérien se composait de 8 canons de 100 mm en 4 batteries doubles (identiques à celles montées sur le porte-avions Taihō) et de 96 canons antiaériens de 25 mm Type 96.
Pour gagner du poids, aucun tube lance-torpilles de type Longue Lance de 610 mm n'a été installé et il fut le seul croiseur japonais sans cet équipement redoutable.
Après le lancement de l'Ōyodo en 1942, toutes les ressources disponibles du chantier naval de Kure furent affectées à la construction de porte-avions.

## Histoire

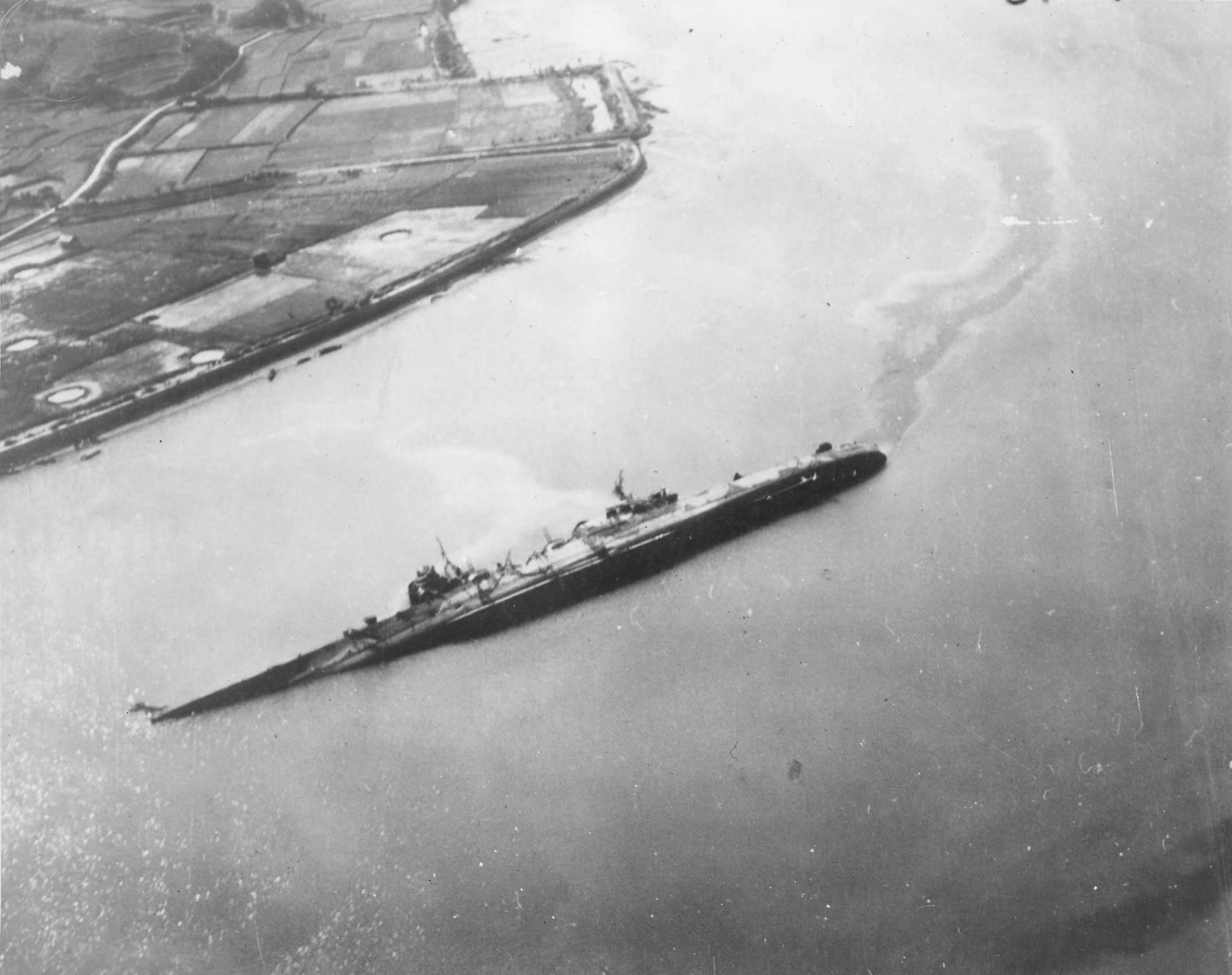
Le Oyodo en 1945, coulé en eaux peu profondes près de Kure.

Après son lancement en 1943, il a rejoint la flotte à Truk dans les Îles Carolines, principale base japonaise dans le Pacifique. En décembre, il part renforcer les garnisons de Rabaul puis Kavieng en tant que navire-amiral de Jisaburō Ozawa, amiral de la Troisième Flotte. En rentrant à Truk, en janvier 1944, il est légèrement endommagé par l'aviation américaine ; cette base devenant trop menacée, il rejoint Singapour pour être escorteur du cuirassé Musashi lorsque celui-ci est torpillé par le sous-marin USS Tunny (SS-282).
Il retourne à Yokosuka pour subir une légère refonte et repart vers les Philippines pour participer à la bataille du golfe de Leyte, en octobre 1944, au cours de laquelle il est endommagé au large de Luçon. Il rejoint Amami ō-shima puis Manille le 1er novembre 1944.
Il participe à de nombreuses opérations autour de Brunei et des Philippines en attaquant les convois américains et les sites de débarquements. Il en sort indemne et rejoint Singapour en janvier 1945 pour charger du matériel de guerre à destination du Japon. Il arrive à Kure le 20 février 1945 et y reste à quai. Le 19 mars 1945, un raid américain bombarde l'arsenal de Kure et 3 bombes de 500 livres frappent le navire. Il est remorqué près d'Hiroshima et échoué.
Le 24 juillet, une attaque massive de destruction de toutes les unités de la marine japonaise le touche de nouveau, ainsi qu'une autre quatre jours après. Il est rayé des listes le 20 novembre 1945.
L'épave est renflouée puis remorquée à Kure le 20 décembre 1947 pour y être démantelée en 1948.

## Les unités de la classe
| Nom           | Quille                    | Lancement    | Armement        | Chantier naval          | Fin de carrière                                   | Photo |
| ------------- | ------------------------- | ------------ | --------------- | ----------------------- | ------------------------------------------------- | ----- |
| Ōyodo No 136  | 14 février 1941           | 2 avril 1942 | 28 février 1943 | Arsenal de Kure Japon   | coulé le 28 juillet 1945 rayé le 20 novembre 1945 |       |
| Niyodo No 137 | annulé le 6 novembre 1941 |              |                 | Arsenal de Kure Japon\| |                                                   |       |

## Sources
- (en) Cet article est partiellement ou en totalité issu de l’article de Wikipédia en anglais intitulé « Japanese cruiser Ōyodo » (voir la liste des auteurs).